# Meredith Gourdine
Meredith Gourdine (Estados Unidos, 26 de septiembre de 1929-20 de noviembre de 1998) fue un atleta estadounidense, especialista en la prueba de salto de longitud en la que llegó a ser subcampeón olímpico en 1952.

## Carrera deportiva
En los JJ. OO. de Helsinki 1952 ganó la medalla de plata en el salto de longitud, con un salto de 7.53 metros, quedando en el podio tras su paisano estadounidense Jerome Biffle (oro con 7.57 m) y por delante del húngaro Ödön Földessy (bronce con 7.30 m).